# François de Lastic
François, comte de Lastic et de Sieujac, vicomte de Murat, baron de Saint-Georges, d'Alleusel, etc., né le 13 juillet 1729 et mort le 12 septembre 1794 au château de Parentignat (Puy-de-Dôme), est un général français.

## Biographie
François IV de Lastic est le fils de François III, marquis de Lastic (1706-1772), comte de Sieujac, lieutenant général des armées du roi, et de Madeleine Hélène Camus de Pontcarré (1705-1766), et donc le petit-fils de Nicolas Pierre Camus de Pontcarré. Il est également le neveu de Mgr Antoine de Lastic. Mousquetaire de la Seconde compagnie le 1er janvier 1743, capitaine de cavalerie au régiment de Saint-Jal en 1748, colonel de grenadiers de France en 1755, chevalier de l'ordre de Saint-Louis en 1757. En 1761 il est nommé colonel-lieutenant et reçoit le commandement du régiment Lastic-infanterie pendant un an. Lastic est promu brigadier des armées du roi le 20 février 1762 et maréchal de camp le 3 janvier 1770.
En 1779, pour une raison inconnue, il quitte la cour de Versailles pour revenir dans son château qu'il fait restaurer. Le 1er janvier 1784 il est nommé lieutenant-général des armées du roi et commandeur de Saint-Louis. Pendant la Révolution, favorable aux idées nouvelles, il est nommé commandant de la Garde nationale le 10 janvier 1792. Il est rappelé le 7 mai 1792 par le ministère de la Guerre et reçoit le 11 mai une commission de lieutenant-général dans l'armée du Nord. 
Devenu subitement malade, il obtient de Dumouriez, commandant en chef des armées du Nord et du Centre, une mise en congé et un sauf-conduit. Il revient au château de Parentignat à la fin de 1793, après la fin de la Terreur. 
Il s'est marié le 3 avril 1755 avec Anne Charron de Ménars, âgée de dix-sept ans, dame d'honneur de madame Victoire et petite-fille de Jean-Jacques Charron. Ils ont eu pour enfants :
- Annet-François de Lastic (1759-1785), colonel, marié à Anne-Louise de Montesquiou-Fézensac, dame d'honneur de Madame Élisabeth et fille d'Anne-Pierre de Montesquiou-Fézensac. D'où Octavie, épouse de son cousin Joseph-Annet de Lastic.
- Charlotte-Hélène de Lastic, dame d'honneur de Madame Victoire, mariée au comte de Saisseval.

## Sources
- Georges Six, Dictionnaire biographique des généraux et amiraux de la Révolution et de l’Empire, Paris, Georges Saffroy éditeur, coll. « Librairie Historique et Nobiliaire », 1934
- Arthur David de Saint-Georges, Achille François de Lascaris d'Urfé, marquis du Chastellet, lieutenant général des Armées de la République, 1759-1794, Paris, Impr. Darantière, 1896